# Denise Mützenberg

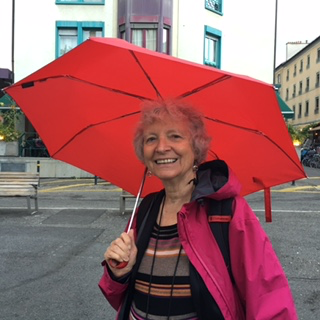
Denise Mützenberg (2016)

Denise Mützenberg Oberli (geboren am 3. September 1942 in Yverdon-les-Bains) ist eine Schweizer Schriftstellerin, Dichterin, Verlegerin und Lehrerin. Heute lebt sie in  Grand-Saconnex.

## Leben
Denise Mützenberg Oberli hatte schon in frühen Jahren Kontakt zum Schreibhandwerk, da ihr Vater der Herausgeber der sozialistischen Zeitung Coude à coude war. Ihre Zwillingsschwester Claire Krähenbühl ist eine Schweizer Dichterin. Von 1958 bis 1961 besuchte sie mit dem Dichter Jean-Pierre Schlunegger das Lehrerseminar in Lausanne.  Später wurde sie Lehrerin in Lignerolle.
1964 heiratete sie Gabriel Mützenberg, Historiker und Kulturjournalist in Genf. Zusammen waren sie zwanzig Jahre lang Herausgeber der Zeitschrift Certitudes. 1992 gründete Mützenberg den Verlag Samizdat (russisch für Selbstverlag). Der Verlag widmete sich der Poesie und zweisprachigen Veröffentlichungen. Der Verlag existiert noch heute und Mützenberg betreibt ihn mit ihrer Schwester.

## Werke
- 2015 Aruè
- 2012 Pour Gabriel.
- 2005 Comme chant sur braise
- 2003 Fugato, mit Claire Krähenbühl
- 2003 Poèmes du seuil, mit Gabriel Mützenberg und Denyse Sergy
- 2002 Le Piège du miroir ou Le livre des jumelles, mit Claire Krähenbühl
- 1992 Dschember
- 1989 La mort sous le noyer
- 1983 Feu d'ortie
- 1978 A la lisière des voix
- 1975 Tous les nuages brûlent